# 198-й штурмовой авиационный полк
198-й штурмовой авиационный Волковыскский Краснознамённый полк — авиационная воинская часть ВВС РККА штурмовой авиации в Великой Отечественной войне.

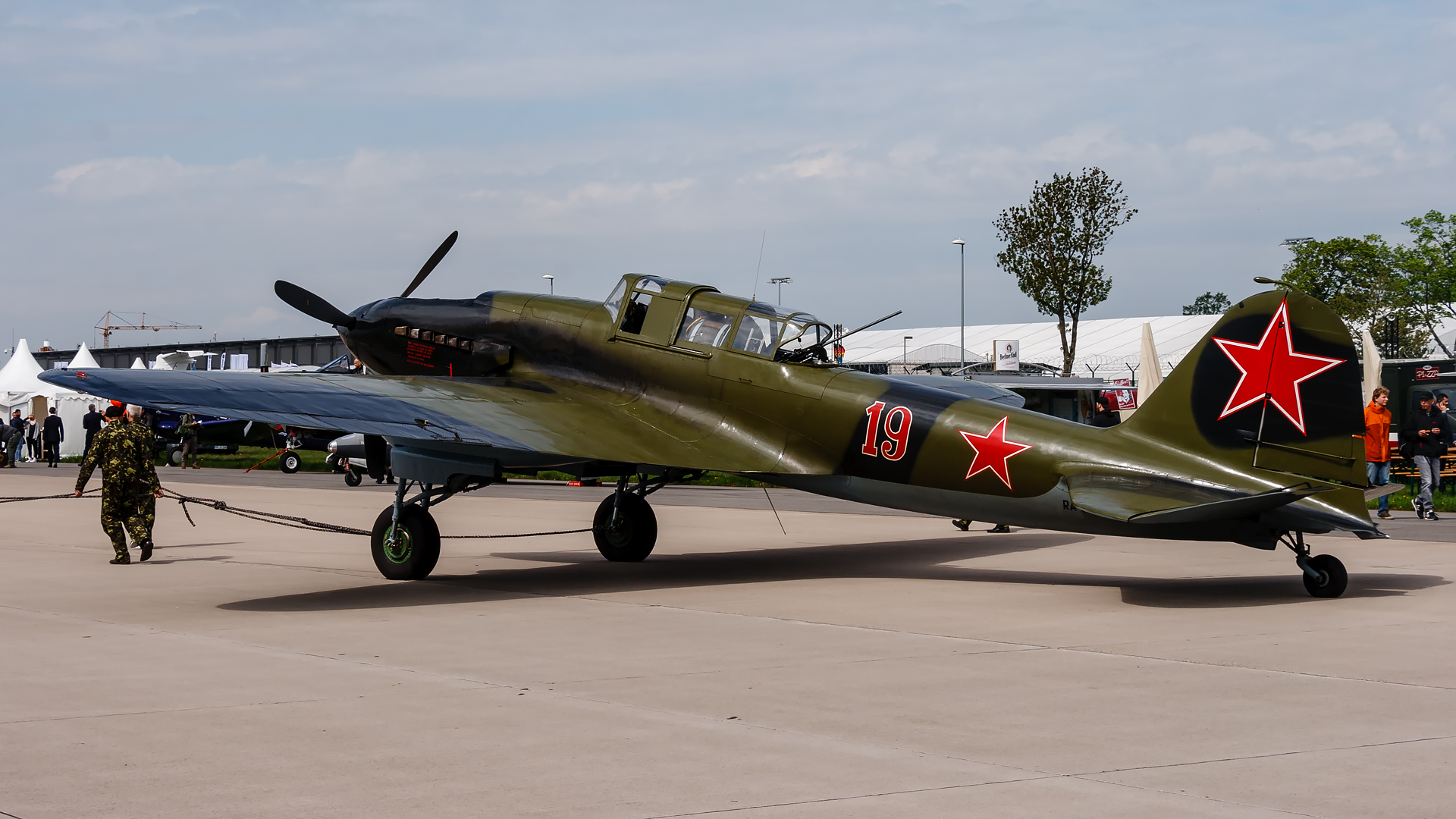
Конструкторы называли разработанный ими штурмовик Ил-2 «летающим танком», пилоты-истребители люфтваффе прозвали его «бетонным самолётом» (нем. Betonflugzeug), солдаты вермахта называли его «чумой» (нем. Schwarzer Tod, дословно: «чёрная смерть»).

## Наименование полка
За весь период своего существования полк своего наименования не менял:
- 198-й штурмовой авиационный полк[1][2];
- 198-й штурмовой авиационный Волковыскский полк[1][2];
- 198-й штурмовой авиационный Волковыскский Краснознамённый полк[1][2].

## История и боевой путь полка

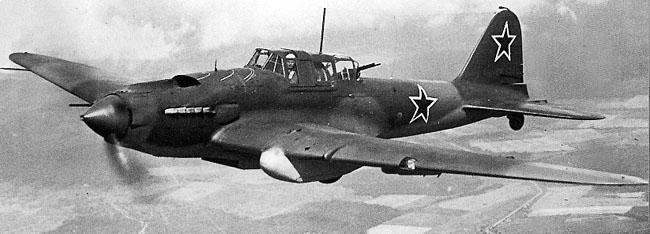
Штурмовик Ил-2 стоял на вооружении полка с 1941 года.

Сформирован при 1-й запасной авиабригаде в Воронеже в конце августа 1941 года. С 1 сентября полк ведет боевые действия в составе 31-й смешанной авиадивизии и ВВС 49-й армии, 4-й ударной авиационной группы Ставка ВГК и 233-й штурмовой авиационной дивизии на Западном фронте, с 25 апреля 1944 года — на 2-м Белорусском.
В 1941 году полк участвовал в Андриапольской и Ржевской операциях, защищал дальние подступы к Москве, действуя на волоколамском направлении. Полк действовал по группировкам противника в районе Старица, Погорелое-Городище, Шаховская, Горюны. За месяц боев штурмовиками уничтожено десятки танков, сожжено и разбито 600 грузовых автомашин, 70 цистерн с горючим, 200 мотоциклов, 10 самолётов на аэродромах и 3 в воздухе. В 1942 году — в Гжатской, Вяземской, Болховской и Ржевской операциях, в 1943 году — в Вяземской, Орловско-Болховской, Смоленской, Витебской, Рославльской, Оршанской, Могилевской, Чаусской, Минской, Волоквыскской, Гродненской и Белостокской операциях. За период с 1 сентября 1941 года по 28 июля 1944 года полк выполнил 2809 боевых вылетов.
В конце декабря 1942 года полк был представлен к присвоению звания гвардейского.
В последующем полк в составе 233-й штурмовой авиационной дивизии участвовал в Восточно-Прусской, Восточно-Померанской и Берлинской наступательных операциях.
В составе действующей армии полк находился с 1 сентября по 19 ноября 1941 года, со 2 марта по 9 мая и с 22 июня 1942 года по 9 мая 1945 года.
В послевоенный период полк с дивизией входили в состав 4-го штурмового авиационного корпуса 4-й воздушной армии Северной группы войск в Польше. В августе 1946 года 233-я штурмовая авиационная Ярцевская Краснознамённая ордена Суворова дивизия и её полки были расформирована в составе 4-го штурмового авиационного корпуса 4-й воздушной армии Северной группы войск.

## Командиры полка
- подполковник Горлаченко Михаил Иосифович, 08.1941 — 06.1942
- майор Туровцев Василий Иванович, 06.1942 — 12.1942
- майор Карякин Василий Георгиевич, 02.1943 — 10.1943
- майор Селиванов Евграф Иосифович, снят с занимаемой должности за пьянство и низкую дисциплину, 04.1944 — 09.1944
- майор, подполковник Губанов Алексей Дмитриевич[5], 08.1944 — 1946

## В составе объединений
| Дата            | Фронт (округ)           | Армия               | Корпус                           | Дивизия                             | Примечания |
| --------------- | ----------------------- | ------------------- | -------------------------------- | ----------------------------------- | ---------- |
| 27.08.1941 года | Орловский военный округ | ВВС округа          | 1-я запасная авиационная бригада | -                                   | -          |
| 01.09.1941 года | Западный фронт          | ВВС фронта          | -                                | 31-я смешанная авиационная дивизия  | -          |
| 19.11.1941 года | Орловский военный округ | ВВС округа          | 1-я запасная авиационная бригада | -                                   | -          |
| 01.12.1941 года | Западный фронт          | ВВС фронта          | ВВС 49-й армии                   |                                     | -          |
| 18.03.1942 г.   | Западный фронт          | ВВС фронта          | Ударные авиационные группы СВГК  | 4-я ударная авиационная группа      | -          |
| 25.05.1942 года | Западный фронт          | 1-я воздушная армия | -                                | 233-я штурмовая авиационная дивизия |            |
| 25.04.1944 года | 2-й Белорусский фронт   | 4-я воздушная армия | -                                | 233-я штурмовая авиационная дивизия |            |
| 09.05.1945 года | 2-й Белорусский фронт   | 4-я воздушная армия | -                                | 233-я штурмовая авиационная дивизия |            |
| 10.06.1945 года | Северная группа войск   | 4-я воздушная армия | 4-й штурмовой авиационный корпус | 233-я штурмовая авиационная дивизия |            |
| 01.08.1946 года | Северная группа войск   | 4-я воздушная армия | 4-й штурмовой авиационный корпус | 233-я штурмовая авиационная дивизия |            |

## Участие в операциях и битвах
- Ржевская битва:
  - Ржевско-Сычёвская операция — с 30 июля 1942 года по 23 августа 1942 года.
  - Погорело-Городищенская операция — с 30 июля 1942 года по 23 августа 1942 года.
  - Ржевско-Вяземская операция — с 2 марта 1943 года по 31 марта 1943 года.
- Воздушная операция — с 6 мая 1943 года по 8 мая 1943 года.
- Курская битва — с 5 июля 1943 года по 23 августа 1943 года.
  - Орловская наступательная операция «Кутузов» — с 12 июля 1943 года по 18 августа 1943 года.
- Смоленская операция «Суворов» — с 7 августа 1943 года по 2 октября 1943 года.
  - Спас-Деменская операция — с 7 августа 1943 года по 20 августа 1943 года.
  - Ельнинско-Дорогобужская операция — с 28 августа 1943 года по 6 сентября 1943 года.
  - Смоленско-Рославльская операция — с 15 сентября 1943 года по 2 октября 1943 года.
- Белорусская операция (1944)
  - Могилёвская операция — с 23 июня 1944 года по 28 июня 1944 года
  - Белостокская операция — с 5 июля 1944 года по 27 июля 1944 года.
  - Осовецкая наступательная операция — с 6 августа 1944 года по 14 августа 1944 года.
- Восточно-Прусская операция — с 13 января 1945 года по 25 апреля 1945 года.
  - Млавско-Эльбингская операция — с 14 января 1945 года по 26 января 1945 года.
- Восточно-Померанская операция
  - Хойнице-Кезлинская наступательная операция — с 10 февраля 1945 года по 6 марта 1945 года.
  - Данцигская наступательная операция — с 7 марта 1945 года по 31 марта 1945 года.
- Берлинская наступательная операция
  - Штеттинско-Ростокинская наступательная операция — с 16 апреля 1945 года по 8 мая 1945 года.

## Почётные наименования
- 198-му штурмовому авиационному полку за отличие в боях при овладении городом и крупным железнодорожным узлом Волковыск — важным опорным пунктом обороны немцев, прикрывающим пути на Белосток Приказом НКО от 25 июля 1944 года на основании Приказа ВГК № 138 от 14 июля 1944 года присвоено почётное наименование «Волковысский»[6].

## Награды

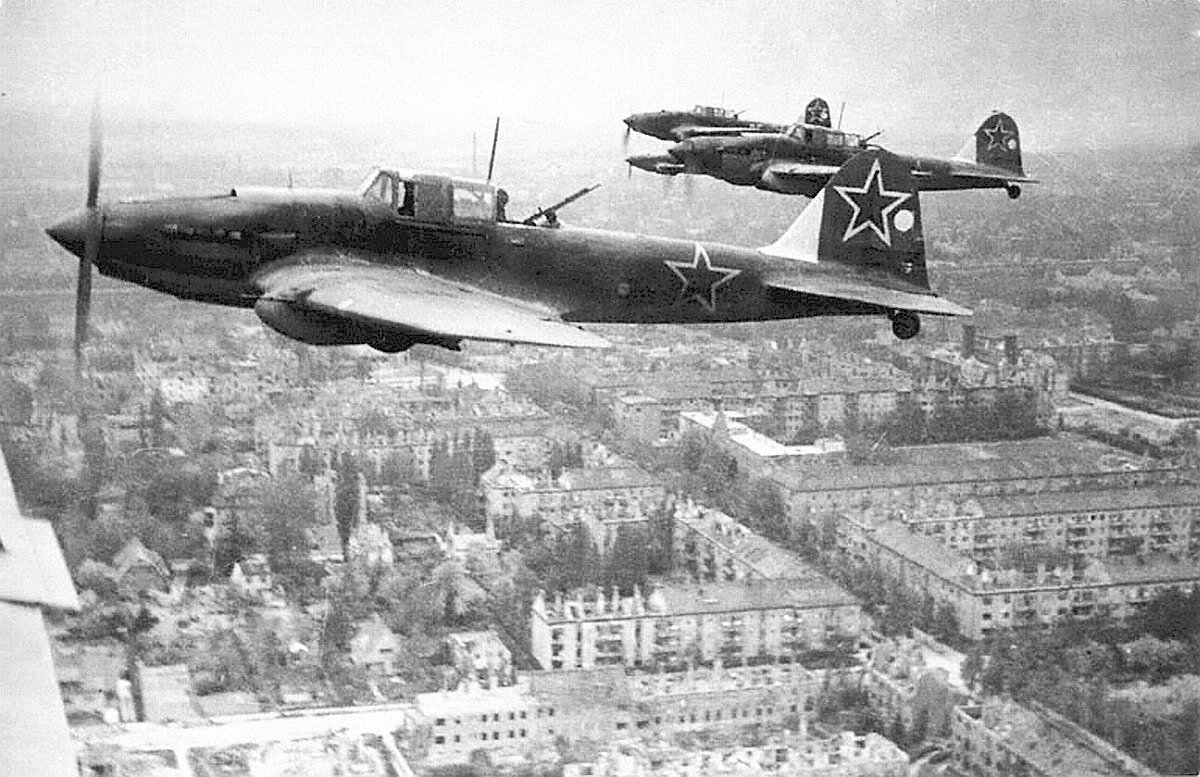
Звено Ил-2 м над Берлином в 1945 году

- 198-й штурмовой авиационный Волковысский полк за образцовое выполнение боевых заданий командования в боях с немецкими захватчиками при вторжении в южные районы Восточной Пруссии и проявленные при этом доблесть и мужество Указом Президиума Верховного Совета от 19 февраля 1945 года награждён орденом «Красного Знамени»[7].

## Благодарности Верховного Главнокомандующего
Воинам полка в составе 233-й штурмовой авиадивизии объявлены благодарности Верховного Главнокомандующего:
- За отличие в боях при прорыве сильно укрепленной полосы врага и разгроме его долговременных опорных пунктов Рибшево, Вердино, Ломоносове, Кулагино, Панкратово и при овладении штурмом важнейших опорных пунктов обороны немцев на путях к Смоленску — городами Духовщина и Ярцево[8].
- За отличие в боях при прорыве обороны немцев на Могилевском направлении и форсирование реки Проня западнее города Мстиславль, при занятии районного центра Могилевской области — города Чаусы и освобождении более 200 других населенных пунктов, среди которых Черневка, Ждановичи, Хоньковичи, Будино, Васьковичи, Темривичи и Бординичи[9].
- За отличие в боях при овладении городом и крупным железнодорожным узлом Волковыск — важным опорным пунктом обороны немцев, прикрывающим пути на Белосток[6].
- За отличие в боях при овладении городом и крупным промышленным центром Белосток — важным железнодорожным узлом и мощным укрепленным районом обороны немцев, прикрывающим пути к Варшаве[10].
- За отличие в боях при овладении городом и крепостью Остроленка — важным опорным пунктом обороны немцев на реке Нарев[11].
- За отличие в боях при овладении городом и крепостью Ломжа — важным опорным пунктом обороны немцев на реке Нарев[12].
- За отличие в боях при овладении штурмом города Пшасныш (Прасныш), городом и крепостью Модлин (Новогеоргиевск) — важными узлами коммуникаций и опорными пунктами обороны немцев, а также при занятии с боями более 1000 других населенных пунктов[13].
- За отличие в боях при овладении городами Млава и Дзялдов (Зольдау) — важными узлами коммуникаций и опорными пунктами обороны немцев на подступах к южной границе Восточной Пруссии и городом Плоньск — крупным узлом коммуникаций и опорным пунктом обороны немцев на правом берегу Вислы[14].
- За отличие в боях при овладении городами городами Восточной Пруссии Остероде и Дойч-Эйлау — важными узлами коммуникаций и сильными опорными пунктами обороны немцев[15].
- За отличие в боях при овладении городом Эльбинг — крупного узла коммуникаций и мощного опорного пункта обороны немцев на правом берегу Вислы, прикрывающим подступы к Данцигской бухте[16].
- За отличие в боях при овладении городами Руммельсбург и Поллнов — важными узлами коммуникаций и сильными опорными пунктами обороны немцев в Померании[17].
- За отличие в боях при выходе на побережье Балтийского моря и при овладении городом Кёзлин — важным узлом коммуникаций и мощным опорным пунктом обороны немцев на путях из Данцига в Штеттин, раасчение войск противника в Восточной Померании от его войск в Западной Померании[18].
- За отличие в боях при овладении городом и крепостью Грудзёндз (Грауденц) — мощным узлом обороны немцев на нижнем течении реки Висла[19].
- За отличие в боях при овладении городами Гнев (Меве) и Старогард (Прейсиш Старгард) — важными опорными пунктами обороны немцев на подступах к Данцигу[20].
- За отличие в боях при овладении городами Бытув (Бютов) и Косьцежина (Берент) — важными узлами железных и шоссейных дорог и сильными опорными пунктами обороны немцев на путях к Данцигу[21].
- За отличие в боях при овладении важными опорными пунктами обороны немцев на подступах к Данцигу и Гдыне — городами Тчев (Диршау), Вейхерово (Нойштадт) и выходе на побережье Данцигской бухты севернее Гдыни, занятии города Пуцк (Путциг)[22].
- За отличие в боях при овладении городом и крепостью Гданьск (Данциг) — важнейшим портом и первоклассной военно-морской базой немцев на Балтийском море[23].
- За отличие в боях при овладении главным городом Померании и крупным морским портом Штеттин, а также занятии городов Гартц, Пенкун, Казеков, Шведт[24].
- За отличие в боях при овладении городами Пренцлау и Ангермюнде — важными опорными пунктами обороны немцев в Западной Померании[25].
- За отличие в боях при овладении городами и важными узлами Анклам, Фридланд, Нойбранденбург, Лихен и вступлении на территорию провинции Мекленбург[26].
- За отличие в боях при овладении городами Грайфсвальд, Трептов, Нойштрелитц, Фюрстенберг, Гранзее — важными узлами дорог в северо-западной части Померании и в Мекленбурге[27].
- За отличие в боях при овладении городами Штральзунд, Гриммен, Деммин, Мальхин, Варен, Везенберг — важными узлами дорог и сильными опорными пунктами обороны немцев[28].
- За отличие в боях при овладении городами Барт, Бад-Доберан, Нойбуков, Барин, Виттенберге и соединении 3 мая с союзными английскими войсками на линии Висмар, Виттенберге[29].
- За отличие в боях при овладении портом и военно-морской базой Свинемюнде — крупным портом и военно-морской базой немцев на Балтийском море[30].
- За отличие в боях при форсировании пролива Штральзундерфарвассер и овладении островом Рюген[31].

## Отличившиеся воины
- Бондаренко Михаил Захарович, майор, штурман 198-го штурмового авиационного полка 233-й штурмовой авиационной дивизии 1-й воздушной армии Указом Президиума Верховного Совета СССР от 24 августа 1943 года удостоен звания дважды Герой Советского Союза. Золотая Звезда № 2/7.
- Ефимов Александр Николаевич, капитан, удостоен звания дважды Герой Советского Союза будучи штурманом 62-го штурмового авиационного полка 233-й штурмовой авиационной дивизии 4-й воздушной армии Указом Президиума Верховного Совета СССР от 18 августа 1945 года. Золотая Звезда № 2/73.
- Бабкин Михаил Николаевич, старший лейтенант, заместитель командира эскадрильи 198-го штурмового авиационного полка 233-й штурмовой авиационной дивизии 4-й воздушной армии Указом Президиума Верховного Совета СССР от 18 августа 1945 года удостоен звания Герой Советского Союза. Золотая Звезда № 7993.
- Васильев Анатолий Николаевич, капитан, командир эскадрильи 198-го штурмового авиационного полка 233-й штурмовой авиационной дивизии 4-й воздушной армии Указом Президиума Верховного Совета СССР от 26 октября 1944 года удостоен звания Герой Советского Союза. Золотая Звезда № 4531.
- Ефимов Александр Николаевич, старший лейтенант, командир эскадрильи 198-го штурмового авиационного полка 233-й штурмовой авиационной дивизии 4-й воздушной армии Указом Президиума Верховного Совета СССР от 26 октября 1944 года удостоен звания Герой Советского Союза. Золотая Звезда № 4852.
- Ступишин Михаил Протасович, майор, штурман 198-го штурмового авиационного полка 233-й штурмовой авиационной дивизии 4-й воздушной армии Указом Президиума Верховного Совета СССР от 26 октября 1944 года удостоен звания Герой Советского Союза. Золотая Звезда № 4486.
- Панфилов Алексей Георгиевич, капитан, командир эскадрильи 198-го штурмового авиационного полка 233-й штурмовой авиационной дивизии 4-й воздушной армии Указом Президиума Верховного Совета СССР от 18 августа 1945 года удостоен звания Герой Советского Союза. Золотая Звезда № 8716.
- Туркули Владислав Александрович, лейтенант, командир звена 198-го штурмового авиационного полка 233-й штурмовой авиационной дивизии 4-й воздушной армии Указом Президиума Верховного Совета СССР от 18 августа 1945 года удостоен звания Герой Советского Союза. Золотая Звезда № 8225.
- Якуненко Александр Иванович, лейтенант, заместитель командира эскадрильи 198-го штурмового авиационного полка 233-й штурмовой авиационной дивизии 4-й воздушной армии Указом Президиума Верховного Совета СССР от 23 февраля 1945 года удостоен звания Герой Советского Союза. Золотая Звезда № 5334.

## Базирование
| Период            | Место базирования        |
| ----------------- | ------------------------ |
| 05.1945 — 05.1945 | Фридрихсфельде, Германия |
| 05.1945 — 09.1945 | Тутов, Германия          |
| 09.1945 — 04.1946 | Польша                   |
| 04.1946 — 08.1946 | Бриг, Польша             |